# Zerstreutporer

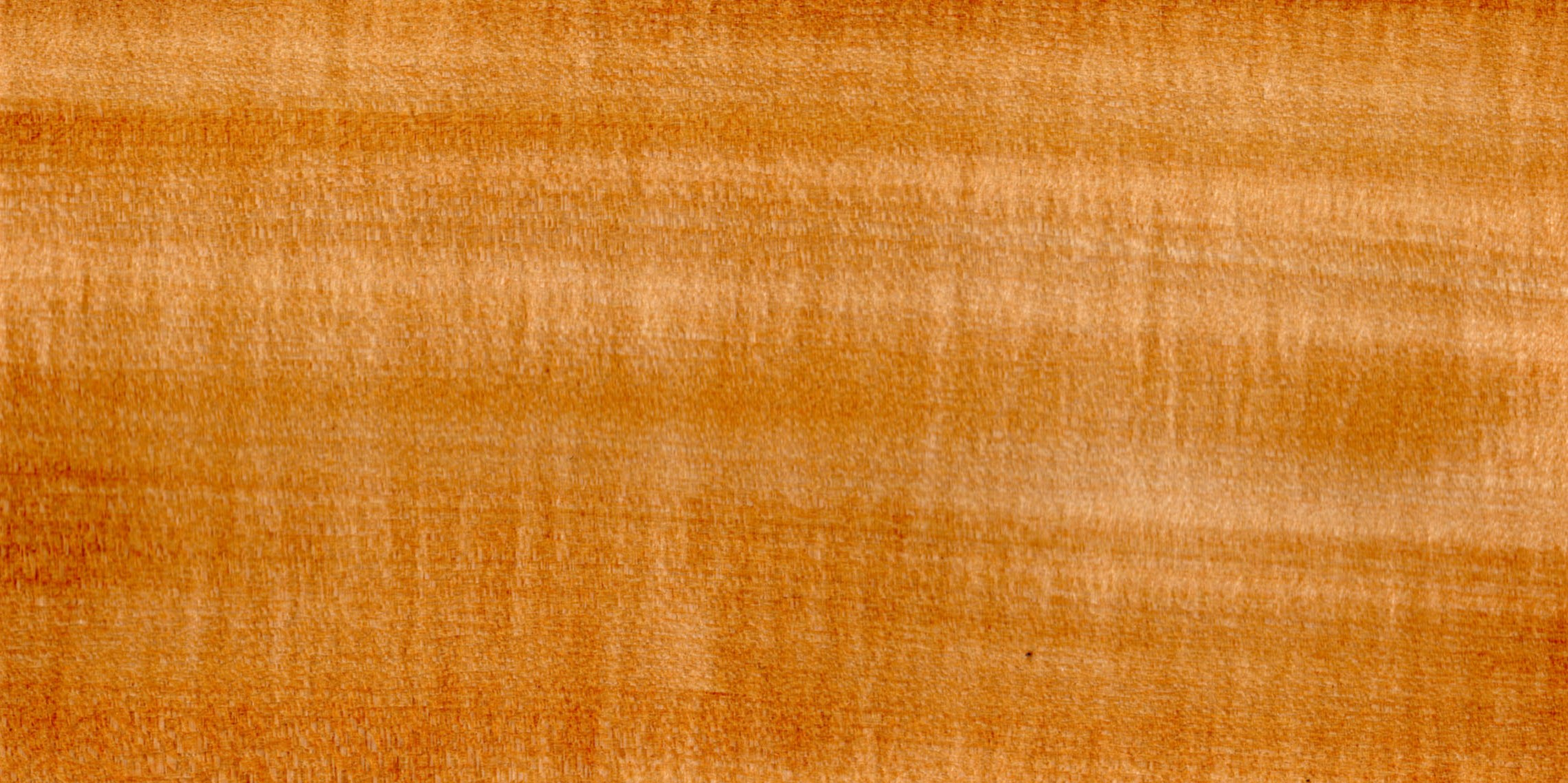
Lindenholz

Unter zerstreutporigem Holz versteht man Hölzer, bei denen im Gegensatz zu ringporigem Holz große leitende Gefäße (Tracheen) sowohl im Frühholz als auch im Spätholz in etwa gleichmäßig gebildet werden. Nur am Ende der Vegetationsperiode werden ausschließlich englumige Gefäße gebildet, sodass Jahresringe 
trotzdem zu erkennen sind. Beispiel für zerstreutporige Hölzer sind die Linde und der Ahorn.